# Monadh Mor
Monadh Mor är ett berg i Storbritannien.   Det ligger i kommunen Highland och riksdelen Skottland, i den norra delen av landet, 700 km norr om huvudstaden London. Toppen på Monadh Mor är 1 113 meter över havet, eller 188 meter över den omgivande terrängen. Bredden vid basen är 2,8 km.
Terrängen runt Monadh Mor är huvudsakligen kuperad.Runt Monadh Mor är det mycket glesbefolkat, med 2 invånare per kvadratkilometer. Närmaste större samhälle är Aviemore, 19,2 km norr om Monadh Mor. Omgivningarna runt Monadh Mor är i huvudsak ett öppet busklandskap.